# Rehab: The Overdose
Rehab: The Overdose è il quinto album in studio del rapper statunitense Lecrae, pubblicato nel 2011.

## Tracce
1. Overdose – 2:56
2. More – 4:35
3. Battle Song (featuring Suzy Rock) – 3:45
4. Anger Management (featuring Thi'sl) – 4:56
5. Blow Your High (featuring Canon) – 3:29
6. Strung Out – 3:59
7. Chase That (Ambition) – 4:29
8. The Good Life (featuring J. Paul) – 4:36
9. Like That – 3:47
10. Going In (featuring Swoope) – 4:31